# 神圣同盟

1840年的神聖同盟
奧地利帝國
普魯士王國
俄羅斯帝國

神圣同盟（德語：Heilige Allianz，Svyashchennyy soyuz）是一個由俄罗斯、奥地利和普鲁士幾個君主主義大國所組成的同盟。其是於沙皇亚历山大一世率令下最終擊敗拿破崙後創立，於1815年9月26日在巴黎正式簽訂盟約。同盟旨在制壓經由慘烈的法国大革命战争和拿破崙戰爭而在歐洲興起的自由主義和世俗主义，直到克里米亞戰爭之前同盟名義上在這層面有起其效。奧托·馮·卑斯麥在1871年德意志統一時著手重組同盟 , 但是這個聯盟到了1880年代時由於奧地利和俄羅斯在鄂圖曼帝國解體上有利益衝突，而再次瓦解。

## 建立
神圣同盟首先是由俄罗斯沙皇亚历山大一世发起的。亚历山大特别信奉东正教，而且受尤里安娜·冯·克吕德娜女男爵的影响。冯·克吕德娜崇信神祕学，她也被称为“神圣同盟之母”。亚历山大也是神圣同盟协议的起草人。虽然发起这个同盟的三位君主信奉不同基督教教派，但他们还是建立这个同盟：俄罗斯沙皇信东正教，奥地利皇帝弗兰茨一世信天主教，普鲁士国王腓特烈·威廉三世信新教。
1815年9月26日的成立宣言部分内容如下：
“以神圣和不可分割的三位一体之名义。基于此前三年裡在欧洲爆发的重大事件、尤其是出于其政府所奉信的、其政府将其全部希望寄托之于的神命为这些国家带来福利，奥地利皇帝、普鲁士国王和俄罗斯沙皇陛下坚信需要将其互相之间的关系建立在神圣救世主所传导的不变宗教至高真理基础上。因此他们庄重宣言，目前这份宣言唯一目的在于向全世界宣告其坚定不移的决定：在向内管理其国家内政以及在向外与其它任何政府政治关系的唯一标准，是正直、仁爱與和平的要求。这些标准也是这些君主在处理其私人事务、以及在决策和他们所有举动的引导。这样他们才能够长久设立人世的机构、克服人世的不足。”
同年11月19日，法国国王路易十八加入。除教皇国（反对跨宗派基督教联盟）、奥斯曼帝国（不是基督教國家，因此无法参加这个基督教组织）和大英帝国外所有欧洲大陆国家全部接受参加这个同盟的呼吁。英国国王乔治四世虽然本人表示同意这个同盟，而且他個人也以汉诺威王国国王的身份参加这个同盟，但英国政府认为这个同盟只有抽象的基础声明，不包含任何义务，尤其是可能限制英国日后介入歐洲大陆外交的灵活性，因此拒绝参加。这个同盟目标在于维持君主制以及在维也纳会议上所决定的欧洲政治和国家体系，这个体系激化国民内民族和社会运动的冲突。
尤其克萊門斯·梅特涅在“協調”时期奉行的保守政策加强镇压（如檢查制度）。
1820年代，由于就希腊独立和比利时革命问题的分歧，使得神圣同盟开始分裂。不过欧洲君主之间的团结互助原则一直维持到第一次世界大战。

## 内涵和组织

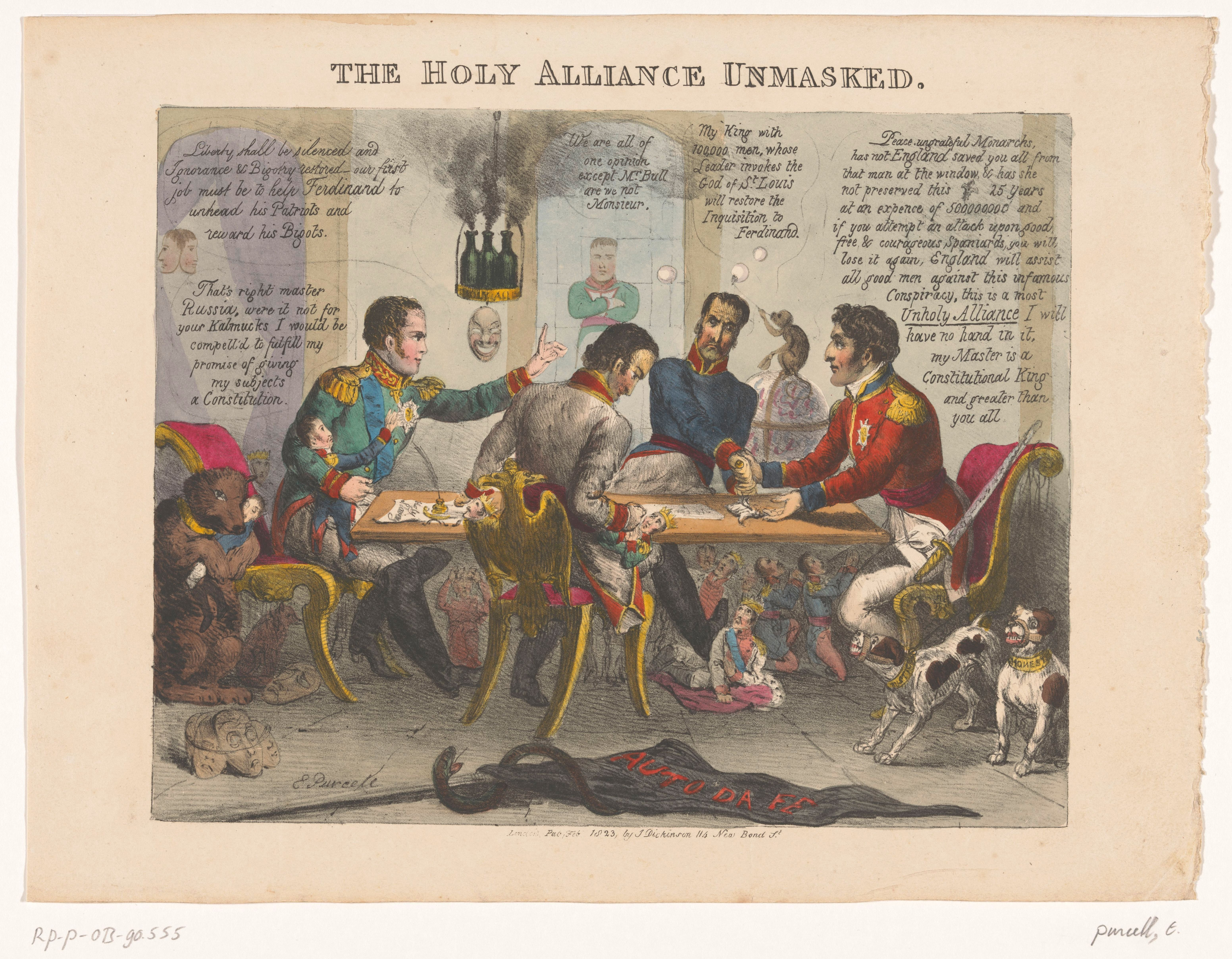
描繪神圣同盟的漫畫

神圣同盟的签署人赞成君权神授说法，将基督宗教看作是政治系统的基础。他们承诺以宗教維繫保护这个系统、在反对所有市民和民族国家运动员的过程中互相帮助。並各自勸令子民信奉基督教義，以保護「宗教信仰、和平及公義」（即反對自由思想、市民动员及維持君权神授）為同盟間的最高目標
不過事實上，當日的君主沒有一個誠心接納這一同盟，但大部份都為應酬沙皇而在同盟條約上簽字，鄂圖曼帝國蘇丹、英國國王及教皇更拒絕簽署盟約，奧地利外相梅特涅認為它是「高調而空洞無物」，不相信以宗教為名的保證能產生實質作用，英國外相卡蘇里更形容它是：
“一紙崇高神聖、虛無玄妙的胡言”
1815年11月20日，俄罗斯、英国、奥地利和普鲁士建立的四国同盟被看作是神圣同盟核心。不過實際上，四國同盟更似彌補神聖同盟欠缺英國參與，內容空洞的缺點。四国同盟的协议包括定期聚会。1818年11月15日法国加入四国同盟后，这个同盟成为一个五国同盟。

## 对市民和民族主义运动的镇压
在1818年的亞琛會議上，神圣同盟讨论对付德国的市民和民族主义运动的策略。在特拉波會議和萊巴赫會議上，神圣同盟决定出兵镇压意大利的市民起义，并间接决定支持土耳其镇压希腊独立运动。在神圣同盟的最后一次会议，1822年的凡羅拿會議上，决定让法国镇压西班牙的立憲革命。

## 七月革命后的重组
在凡罗那会议，英国就已经彻底与封建保守的干涉政策决裂。1830年法国七月革命，使神圣同盟丧失其跨欧洲的特征和影响。1833年秋，俄罗斯、奥地利和普鲁士重新复苏神圣同盟。它们组成欧洲各国中不完全一致的封建保守阵营核心。这个同盟由欧洲最强大的封建势力俄罗斯领导和组织。

## 没落和解散
1848年和1849年的革命被镇压后，在保守的1850年代神圣同盟复苏，成为沙皇支配德国的工具。随着市民阶层利益和民族国家在所有欧洲国家外交政策上的体现，神圣同盟终结。
克里米亚战争最后导致神圣同盟的结束。在1849年的大革命中，奥地利依靠俄罗斯的帮助逃避分裂命运，但在1854年6月3日就要求俄罗斯撤出多瑙河流域，而且在俄罗斯撤兵后自己占领这个地区。此后，奥地利与俄罗斯之间的关系破裂。奥地利与普鲁士之间的关系也开始紧张。除此之外，英国和拿破崙三世统治的法国在外交上向俄罗斯接近，由此奥地利有被孤立的危险。由此，从维也纳会议以来所建立的欧洲各国之间相对稳定势力关系开始改变。